# Syfilisdebat van Ferrara

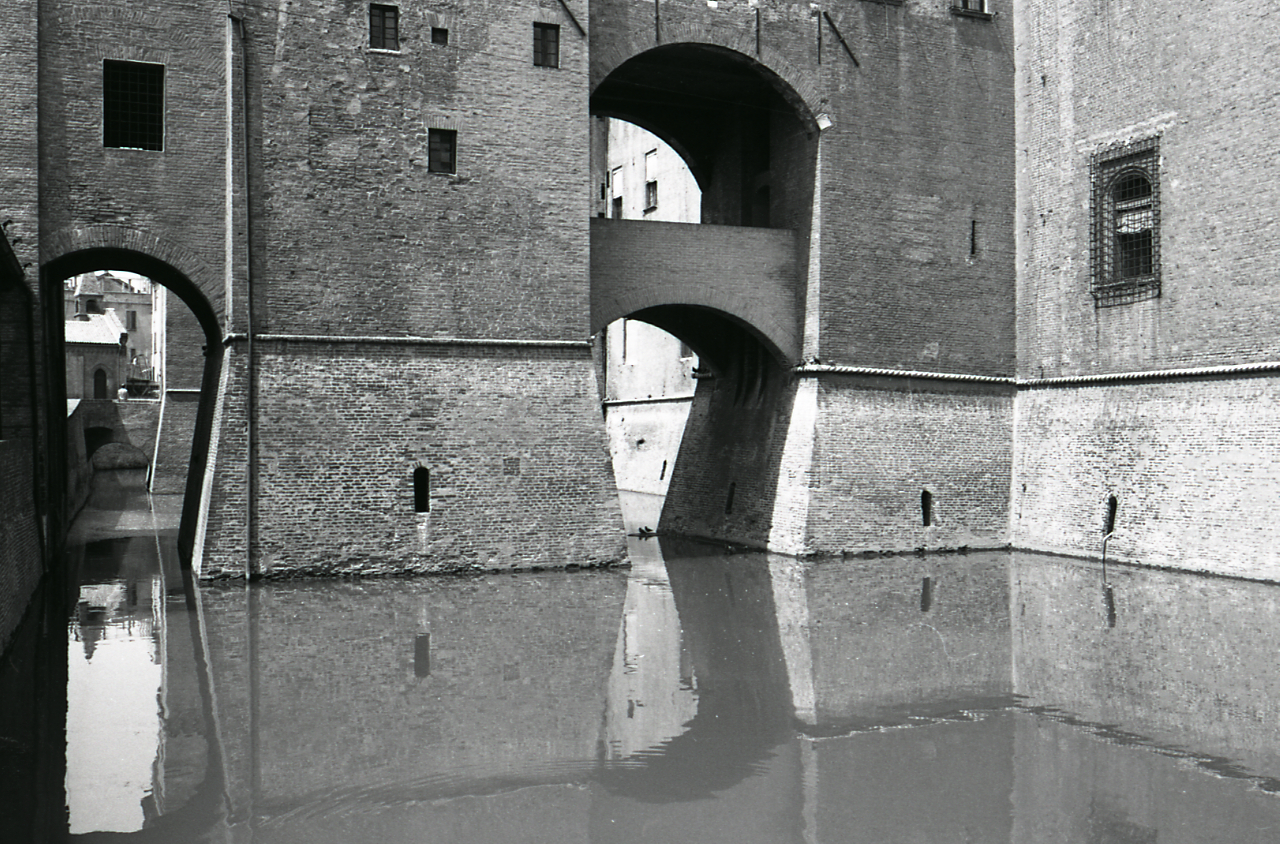
Het debat van Ferrara vond plaats in het Castello Estense, aan het hof van de hertog van Ferrara.

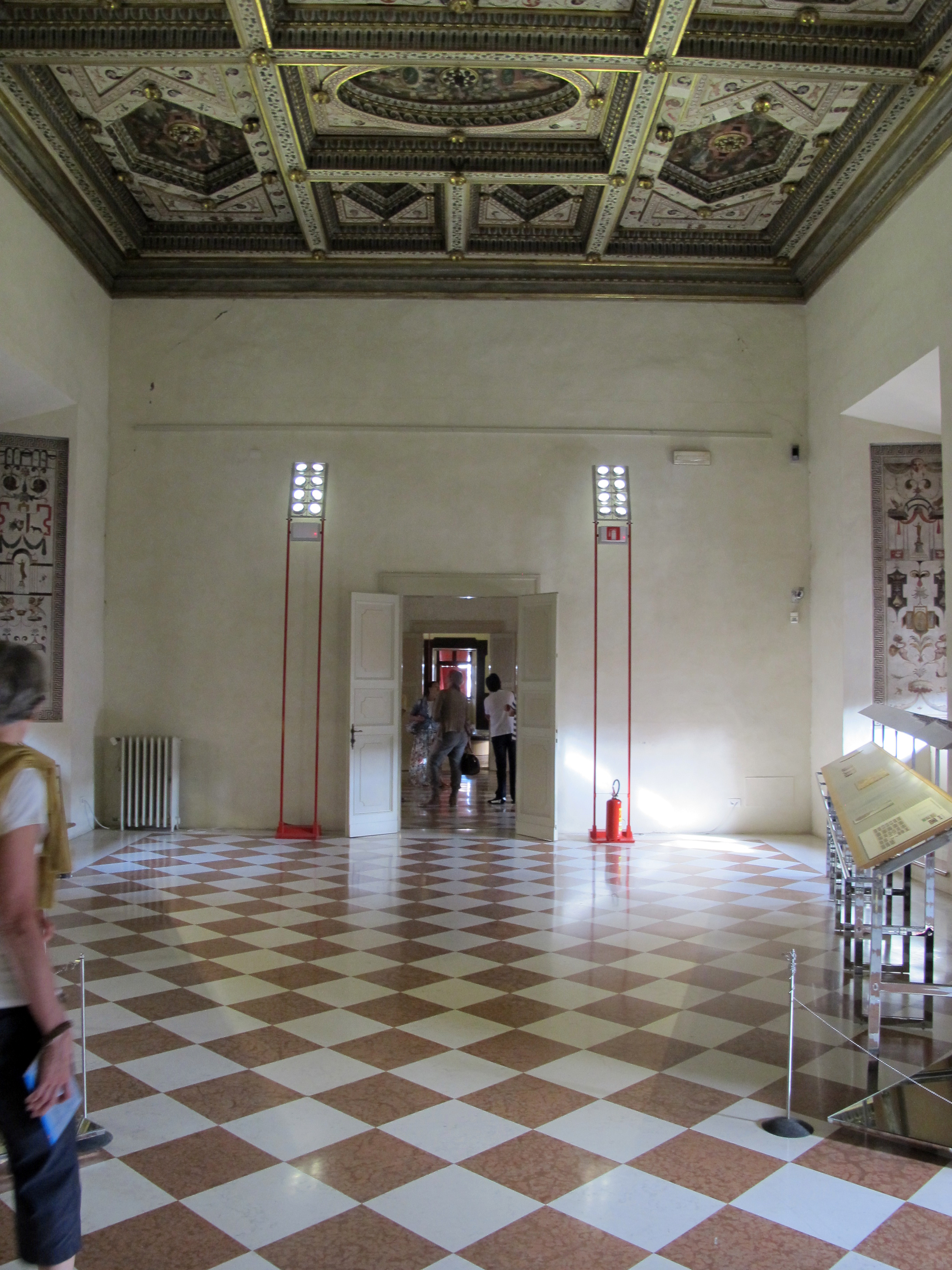
Castello Estense (binnenzicht)

Het syfilisdebat van Ferrara vond plaats in 1497, op initiatief van Ercole I d’Este, hertog van Ferrara, Modena en Reggio. Het debat onder artsen moest de hertog duidelijk maken waarom deze ziekte zo frequent voorkwam in de stad Ferrara.

## Debat
Eind 15e eeuw waren er in talrijke Italiaanse steden, maar ook daarbuiten, uitbraken van syfilis. De naam syfilis was nog niet bekend. Mensen spraken over het Franse Kwaad (deze term werd gehanteerd in het debat van Ferrara), Franse Ziekte (in het Latijn: morbus gallicus), Napolitaanse Ziekte of Spaanse Ziekte. De hertog van Ferrara, Ercole I d’Este, verbaasde zich over tegenstrijdige theorieën in zijn stad over deze ziekte. Zijn lijfarts, Corradino Gilino, zag de oorzaak in de sterrenhemel. De professor medicijnen aan de universiteit van Ferrara, Nicolas Leonicemus, zag de oorzaak in het vochtig klimaat. De hertog wilde de oorzaak kennen om de ziekteplaag te begrijpen en eventueel te behandelen.
De hertog organiseerde een debat in zijn kasteel in Ferrara, het slot Castello Estense. Meerdere weken debatteerden artsen (1497). De twee protagonisten in het debat waren Gilino en Leonicemus. De debatten waren meer literair dan medisch, en zowel in het Latijn als in het Italiaans. Er werd geciteerd uit de werken van Aristoteles, Hippocrates, Plinius de Oudere, Celsus, Galenus en Horatius.
Gilino volgde de theorie van Arabische artsen voor hem, met name deze van Avicenna. De stand van planeten leidde naar het Franse Kwaad. Dit was voor hem duidelijk het geval geweest met de kruising van Jupiter en Mars op 17 november 1494 en deze van Saturnus en Mars op 16 februari 1496. Gilino legde de hertog uit dat het Franse Kwaad bijgevolg een straf van God was. Hij noemde de pijnen van syfilis daarom een heilig vuur (Latijn: ignis sacer).
Professor Leonicemus was een humanist en arts. Hij stond kritisch tegenover de oude Romeinse en Arabische geneeskunde. Leonicemus bestreed de astrologische uitleg en uitleg over duivels. Hij zocht verklaringen in natuurfenomenen. Voor hem was het Franse Kwaad een epidemie komende van de vochtige lucht. Hij beschreef het besmettelijk karakter van de ziekte. Voor hem was dit natuurfenomeen nieuw, iets wat door Gilino en zijn medestanders weggelachen werd.
Andere artsen namen ook het woord. Zo was er Sebastiano dall’Aquila. Hij leunde aan bij het kamp van professor Leonicemus. Voor dall’Aquila was het Franse Kwaad een vorm van elefantiasis, een gekende ziekte door vervuild water. Hij stelde kwik als behandeling voor. Natale Montesauro was professor van de universiteit van Bologna. Hij leunde aan bij het kamp van Gilino. Voor hem was het Franse Kwaad helemaal geen nieuw fenomeen, maar juist iets zeer ouds.
De hertog besloot het debat van Ferrara zonder conclusies. Het debat van Ferrara werd overgedaan aan de universiteit van Leipzig, in het Heilige Roomse Rijk, waar Italiaanse artsen aan deelnamen. De discussies gingen door in universiteiten in Frankrijk en Spanje. Het feit dat Nicolas Leonicemus de geneeskunde op een nieuwe wijze benaderde, door middel van observaties, was in die tijd opzienbarend.

## Publicaties
De publicaties van de sprekers werden gretig gelezen. Zo was er:
- Corradino Gilino: een pamflet getiteld Opusculo de morbo quem gallicum nuncupant (1497)
- Natale Montesauro: een boek getiteld Liber de epidemia quam vulgares mal Franzoso appellant (1498)
- Nicolas Leonicemus: een boek getiteld Librum de Epidemia, quam Itali morbum gallicum vero Neapolitanum vocant (1503). Over de epidemie die de Italianen de Franse Ziekte noemen maar in werkelijkheid de Napolitaanse ziekte is.[5]
- Sebastiano dall’Aquila: een tractaat getiteld De morbo gallico (1509)

Ook ontstonden er publicaties over deze publicaties, onder meer door de Italiaanse arts en botanicus Giovanni Manardo (1462-1536) uit Ferrara.

## Syfilis
Pas in 1521 gebruikte de Italiaanse arts Girolamo Fracastoro voor het eerst de term syfilis. Hij deed dit in zijn dichtwerk Syphilis sive Morbus Gallicus, en stelde dus de Franse Ziekte synoniem voor syfilis. Hij duwde het idee van besmettelijke ziekte door. Het was de stelling van Nicolas Leonicemus geweest.